# John Kassir
John Kassir, né le 24 octobre 1957 à Baltimore (États-Unis), est un acteur et producteur américain. Il est surtout connu pour prêter sa voix à de nombreux personnages de programmes télévisés dont le fameux crypt-keeper de la série Les Contes de la crypte.

## Biographie
Il a épousé l'actrice Julie Benz durant l'été 1998. Elle a demandé le divorce en décembre 2007.

## Filmographie

### Comme acteur
- 1984 : 1st & Ten (série télévisée) : Zagreb Shkenusky
- 1989 : FM (série télévisée) : Don
- 1992 : The Plucky Duck Show (série télévisée) : Buster J. Bunny (II) (voix)
- 1992 : Eek le chat (Eek! The Cat) (série télévisée) (voix)
- 1993 : Sonic the Hedgehog (série télévisée) : Additional Voices (voix)
- 1993 : Problem Child (série télévisée) : Yoji / Murph (voix)
- 1994 : Scooby-Doo in Arabian Nights (TV) (voix)
- 1995 : Monster Mash: The Movie : Igor
- 1995 : Le Cavalier du Diable (Tales from the Crypt: Demon Knight) : Crypt Keeper (voix)
- 1995 : Casper : The Crypt Keeper (voix)
- 1995 : Tiny Toon Adventures: Night Ghoulery (TV) : Buster J. Bunny (voix)
- 1995 : Pocahontas : Une légende indienne : Meeko (voix)
- 1995 : Earthworm Jim (série télévisée) : Snott / Henchrat (voix)
- 1995 : The Tales of Tillie's Dragon (voix)
- 1995 : Cyber-Tracker 2 : Tripwire
- 1996 : Encino Woman (TV) : Jean Michel
- 1996 : Agent zéro zéro (Spy Hard) de Rick Friedberg : Rancor Guard at Intercom
- 1996 : La Reine des vampires (Bordello of Blood) : The Crypt Keeper (voix)
- 1997 : Justice League of America (en) (TV) : Ray Palmer / The Atom
- 1997 : Secrets of the Cryptkeeper's Haunted House (série télévisée) : Cryptkeeper (voix)
- 1997 : Johnnytime (série télévisée) : Johnny
- 1997 : Nom de code : TKR ("Team Knight Rider") (série télévisée) : Plato (voix)
- 1998 : Pocahontas 2 : Un monde nouveau (Pocahontas II: Journey to a New World) (vidéo) : Meeko
- 1998 : Fievel et le Trésor perdu (An American Tail: The Treasure of Manhattan Island) (vidéo) : Scuttlebutt (voix)
- 1999 : Rocket Power (série télévisée) : Ray 'Raymundo' Rocket (voix)
- 1999 : The Glass Jar : John
- 1999 : The Amanda Show (série télévisée) : Regular Performer
- 1999 : Friends (série télévisée) (Saison 5, épisode 22) : Stanley
- 2000 : The Three Stooges de James Frawley (TV) : Shemp Howard
- 2001 : The Flintstones: On the Rocks (TV) : Concerge / Bartender / Border Guard / Florist (voix)
- 2002 : The Ugly Duck-Thing (TV) : Randy, Riot Man #1
- 2002 : Rocket Power: Race Across New Zealand (TV) : Raymundo Rocket (voix)
- 2002 : Who Slew Simon Thaddeus Mulberry Pew : Simon Thaddeus Mulberry Pew
- 2002 : La Famille Delajungle, le film (The Wild Thornberrys Movie) : Squirrel (voix)
- 2003 : George de la jungle 2 (vidéo) : Voix de Rocky / Armando
- 2003 : The Midget Stays in the Picture : B - List Director
- 2004 : Soccer Dog: European Cup : Quint
- 2005 : Reefer Madness (Reefer Madness: The Movie Musical) (TV) : Ralph Wiley / Uncle Sam
- 2005 : Dr. Rage : Moe Moebius
- 2005 : McBride: Tune in for Murder (TV) : Danny Doyle
- 2005 : Charmed (série télévisée) (Saison 7, épisode 21) : L'Alchimiste
- 2006 : The Wild : Additional Voice (voix)
- 2011 : Beethoven sauve Noël (Beethoven's Christmas Adventure) de John Putch (TV) : Stray Dog (voix)
- 2012 : Jack le chasseur de géants (Jack the Giant Killer) de Bryan Singer
- 2016 : Les 12 jours sanglants de Noël : Niko, le metteur en scène (épisodes 11 & 12)
- 2017 : And Then There Was Eve : professeur G. Alexander

### Comme producteur
- 1997 : Johnnytime (série télévisée)